# Синицын, Андрей (латвийский футболист)
Андре́й Сини́цын (латыш. Andrejs Siņicins; 30 января 1991, Рига) — латвийский футболист, полузащитник.

## Биография

### Клубная карьера
Начал играть в местном клубе «Ауда». В 2002 году перешёл в юношеский футбольный клуб «Сконто» («ЮФЦ Сконто»). В 2009 году заключил контракт c клубом «Сконто». В том же году был в аренде в клубе «Олимп/РФШ». Во время своего первого сезона в профессиональном футболе сыграл 32 игр и забил 2 гола. Он помог достичь самых высоких позиций в истории команды — пятое место в латвийской Высшей лиге.
В 2010 году получил капитанскую повязку клуба «Олимп/РФШ» и стал самым молодым капитаном в чемпионате Латвии.
С 2011 года играл в «Сконто».

### Сборная Латвии
Участвовал в отборочных турнирах к юношеским чемпионатам Европы до 17 и до 19 лет.

## Достижения
- Обладатель Кубка Латвии: 2012